# Andrew Crawford
Andrew Crawford (* 24. Oktober 1917 in Glasgow; † 18. März 1994) war ein schottischer Schauspieler.

## Leben
Andrew Crawford war von 1947 bis 1980 in zahlreichen Film- und Fernsehrollen zu sehen.

## Filmografie (Auswahl)
- 1947: Piratenliebe (The Man Within)
- 1947: Die Brüder (The Brothers)[1]
- 1947: Der perfekte Mörder (Dear Murderer)
- 1947: Zigeunerblut (Jassy)
- 1948: Notlandung (Broken Journey)
- 1949: Trottie True
- 1949: Männer, Mädchen, Diamanten (Diamond City)
- 1950: Die Nacht begann am Morgen (Morning Departure)
- 1950: So ist das Leben (Trio)
- 1951: One Wild Oat
- 1957: Bitter war der Sieg (Bitter Victory)
- 1961: Schatten einer Katze (The Shadow of the Cat)
- 1970: Julius Caesar
- 1978: Der Doktor und das liebe Vieh (All Creatures Great and Small); Fernsehserie (2 Folgen)